# Egyiptom zászlaja
A vörös-fehér-fekete vízszintes trikolórt az 1953-as forradalom után vezették be Egyiptomban. A középső fehér sávot két zöld csillag díszítette 1958 és 1972 között, majd 1972 és 1984 között a Kurajs-törzs sólyma. Ezt 1984-ben felváltotta Szaladin szultán sasa; a talapzaton az ország neve olvasható. A sas pajzsot visel, melyen esetenként a nemzeti színek láthatók.